# Високе (Гребінківська міська громада)
Висо́ке — село в Україні, у Лубенському районі Полтавської області. Населення становить 89 осіб. Входить до складу Гребінківської міської громади.

## Географія
Село Високе знаходиться на лівому березі річки Сліпорід, вище за течією на відстані 2 км розташоване село Почаївка, нижче за течією межує з селом Сімаки, на протилежному березі — село Олександрівка.

## Назви села
У офіційних документах хутір весь час записувався Рождественським, а в ужитку його називали Високим. Після 1929–1930 років назва Високий Горб стала впроваджуватися і в офіційних паперах.
У матеріалах перепису 1939 року хутір названо уже Високим Горбом (у матеріалах перепису 1926 року він був ще Рождественським).

## Історія
Хутір Рождественський заснований всередині XIX століття подружжям Ограновичів. В «Свѣдеѣніях о насѣлѣнных мѣстах Лубѣнскаго уѣзда за 1896 г.» хутір вже значиться за власником Молчановським.
У січні 1918 року розпочалась радянська доба в історії села. У березні край звільнили австро-німецькі війська, у листопаді того ж року — війська Директорії. Наприкінці червня 1919 року в край вступили денікінці, у грудні радянська влада відновилась.
У роки примусової колективізації у Високому і Сімаках був утворений колгосп «Ударна праця», першим головою якого став Карпо Самойлович Винниченко. У селі було створено рільничу бригаду. У колгоспі було дві жатки, одна лобогрійка, молотильна машина МК-110 і двигун «Нефтянка» (18 кінських сил), коней — 117 голів, (землі при обох хуторах у 1910 році було 478 десятин).
Школа у Високому деякий час була початковою (директором був Безпалько), а згодом стала семирічною. Проіснувала до 1970-х років.

### Демографія
1859 року на хуторі мешкало 125 осіб обох статей.
В «Свѣдеѣніях о насѣлѣнных мѣстах Лубѣнскаго уѣзда за 1896 г.» зазначено:
|  | «Хутір Рождественський при річці Сліпороді, населення 243 особи, дворів — 42, суміжний із садибою власника Молчановського» |

| 1859 | 1896 | 1910 | 1926 | 1939 | 1980 | 2001 | 2003 |
| ---- | ---- | ---- | ---- | ---- | ---- | ---- | ---- |
| 125  | 243  | 216  | 276  | 304  | 167  | 89   | 102  |
|      | ▲    | ▲    | ▲    | ▲    | ▼    | ▼    | ▲    |